# Brazylia na Zimowych Igrzyskach Olimpijskich 2010

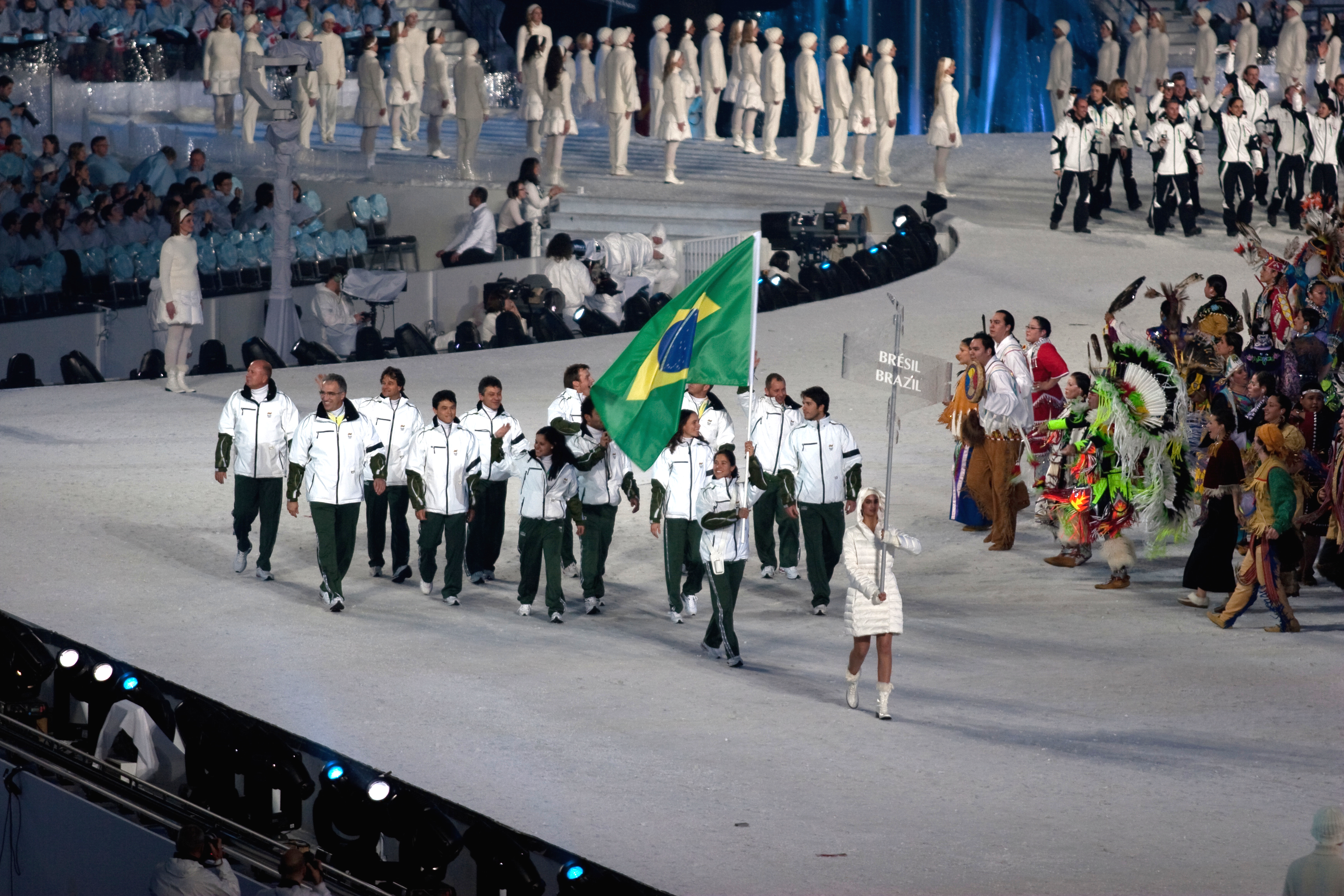
Reprezentacja Brazylii podczas uroczystości otwarcia igrzysk

Brazylię na Zimowych Igrzyskach Olimpijskich 2010 reprezentowało 5 zawodników.

## Kadra

### Biegi narciarskie
| Zawodnik         | Konkurencja            | wynik   | pozycja | Źródło |
| ---------------- | ---------------------- | ------- | ------- | ------ |
| Jaqueline Mourão | Bieg na 10 km kobiet   | 30:22,2 | 66.     | [ 1 ]  |
| Leandro Ribela   | Bieg na 15 km mężczyzn | 43:36,2 | 90.     | [ 2 ]  |

### Narciarstwo alpejskie
| Zawodnik        | Konkurencja       | 1 przejazd | 1 przejazd | 2 przejazd | 2 przejazd | Łącznie | Łącznie | Źródło               |
| Zawodnik        | Konkurencja       | Czas       | Pozycja    | Czas       | Pozycja    | Czas    | Pozycja | Źródło               |
| --------------- | ----------------- | ---------- | ---------- | ---------- | ---------- | ------- | ------- | -------------------- |
| Jhonatan Longhi | slalom gigant (m) | 1:24,76    | 61.        | 1:29,27    | 56.        | 2:54,03 | 56.     | [ 3 ] [ 4 ] [ 5 ]    |
| Jhonatan Longhi | slalom (m)        | DNF        | DNF        | NQ         | NQ         | NQ      | NQ      | [ 6 ] [ 7 ] [ 8 ]    |
| Maya Harrisson  | slalom gigant (k) | DNF        | DNF        | NQ         | NQ         | NQ      | NQ      | [ 9 ] [ 10 ] [ 11 ]  |
| Maya Harrisson  | slalom (k)        | 1:01,18    | 65.        | 1:00,49    | 47.        | 2:01,67 | 48.     | [ 12 ] [ 13 ] [ 14 ] |

### Snowboard
| Zawodnicy            | Konkurencja  | Rozstawienie | Rozstawienie | Ćwierćfinał | Półfinał | Finał   | Finał   | Źródło |
| Zawodnicy            | Konkurencja  | Czas         | Miejsce      | Pozycja     | Pozycja  | Pozycja | Miejsce | Źródło |
| -------------------- | ------------ | ------------ | ------------ | ----------- | -------- | ------- | ------- | ------ |
| Isabel Clark Ribeiro | cross kobiet | 1:41,10      | 19.          | NQ          | NQ       | NQ      | NQ      | [ 15 ] |